# Stazione di Mezzano
La stazione di Mezzano è una stazione ferroviaria a servizio della località di Mezzano, frazione di Ravenna. Si trova sulla ferrovia Ferrara-Rimini.

## Strutture e impianti
La gestione degli impianti è affidata a Rete Ferroviaria Italiana (RFI).

## Movimento
La stazione è servita da treni regionali svolti da Trenitalia Tper nell'ambito del contratto di servizio stipulato con la regione Emilia-Romagna.
A novembre 2019, la stazione risultava frequentata da un traffico giornaliero medio di circa 295 persone (137 saliti + 158 discesi).

## Servizi
La stazione è classificata da RFI nella categoria "Bronze".